# Luigi D'Albertis
Luigi Maria D'Albertis (21 de noviembre de 1841 – 2 de septiembre de 1901) fue un naturalista y explorador italiano quien en 1876, fue la primera persona en recorrer el río Fly en Papúa Nueva Guinea.

## Expedición al río Fly
Le llevó ocho semanas remontar 950 km del río Fly en la lancha australiana Neva. A bordo se encontraba Lawrence Hargrave, entonces un joven ingeniero que luego sería un pionero de la aviación. D'Albertis tenía a bordo de mascota una pitón para prevenir que su tripulación robara alimentos del depósito. También utilizaba bombas de estruendo para mantener a buena distancia a los nativos hostiles. Su expedición recolectó especímenes de aves, plantas e insectos.
El Neva remontó el río hasta que la profundidad no le permitió continuar. Luego navegó río abajo hacia un tributario denominado Alice, y d'Albertis engatusó a su tripulación para que continuaran río arriba con promesas de oro. Se enfermó de malaria y con el reumatismo tomándole ambas piernas, reconoció su derrota. Intentó nuevamente al año siguiente, pero no logró alcanzar el punto donde se detuvo el año anterior, y regresó a Europa. J. Goode en su libro Rape of the Fly, ofrece un excelente relato de las expediciones de d'Albertis remontando el río Fly en el Neva y sus variados problemas personales y políticos con sus contemporáneos y los habitantes de Papúa.

## Especies descritas
Varios reptiles de Nueva Guinea fueron denominados en honor de L. M. d'Albertis: 
- Heteropus Albertisii Peters y Doria, 1878 = Carlia bicarinata (Macleay, 1877) (eslizón bicarinado de cuatro dedos, un lagarto)
- Gonyocephalus (Lophosteus) albertisii Peters y Doria, 1878 = Hypsilurus papuensis (Macleay, 1877) (dragón del bosque de Papúa, un lagarto agámido)
- Emydura albertisii Boulenger, 1888 = Emydura subglobosa (Krefft, 1876) (tortuga de vientre rojo y cuello corto, una tortuga de agua dulce), y Liasis albertisii Peters and Doria, 1878 = Leiopython albertisii (Peters and Doria, 1878) (pitón de labio blanco o pitón d'Albertis).

Únicamente Leiopython albertisii (la pitón de labio blanco) es reconocida en la actualidad como una especie válida, los otros tres reptiles se han considerado sinónimos de especies descriptas con anterioridad, irónicamente dos de ellas fueron descriptas por el entomólogo británico William Sharp Macleay cuya expedición rival a bordo del Chevert, también se encontraba por esa época recolectando especies al sur de Papúa.

## Publicaciones
- Journies up the Fly River and in other parts of New Guinea. Proceedings of the Royal Geographical Society 1879 (read at the Evening Meeting, November 11, 1878):4–16 (incl map).
- New Guinea: What I Did and What I Saw. Vol. I and II. London: S. Low Marston Searle & Rivington, 1880